# Salzmannschule Schnepfenthal

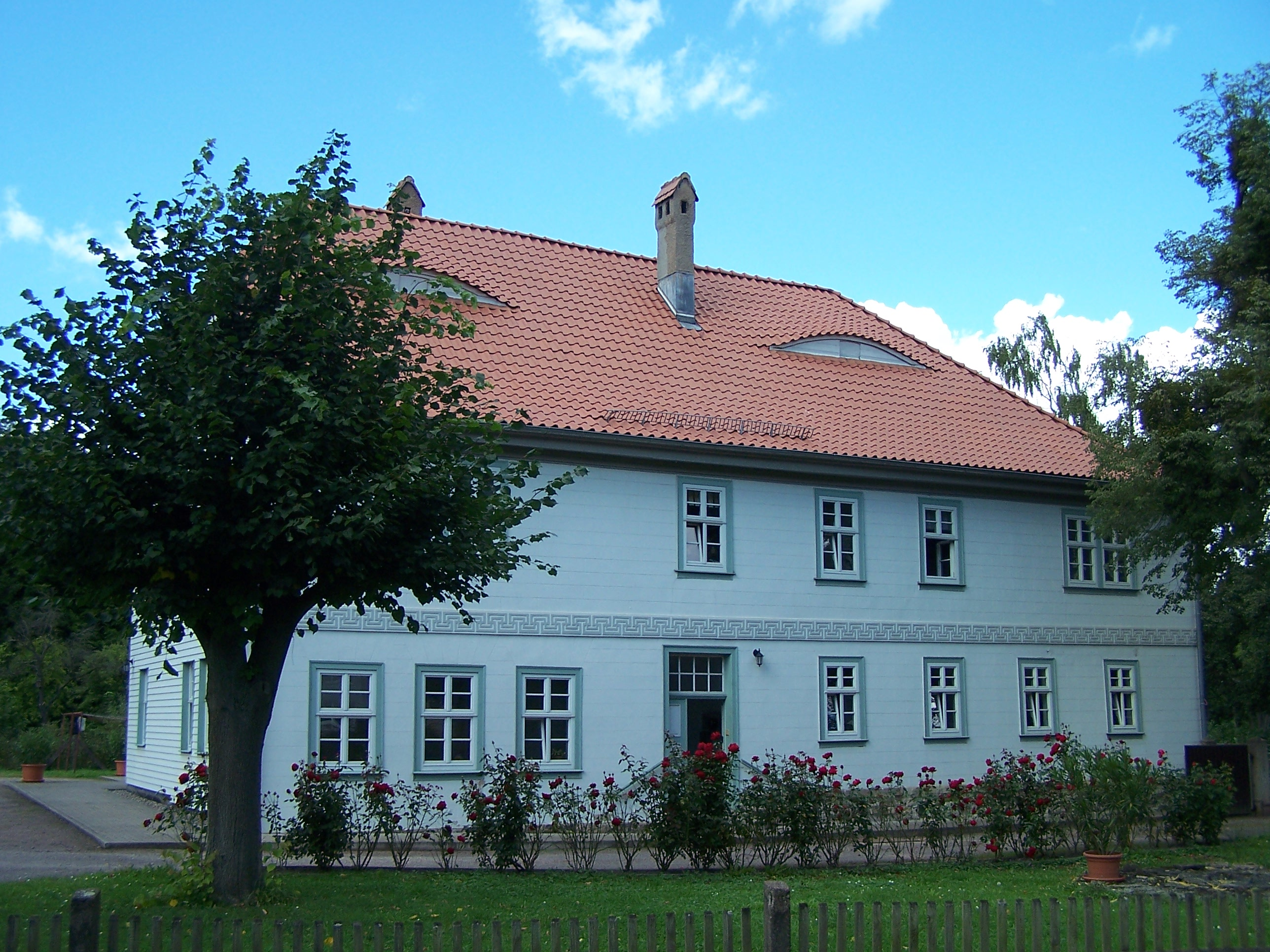
Gutshaus Schnepfenthal, erstes Schulgebäude 1784

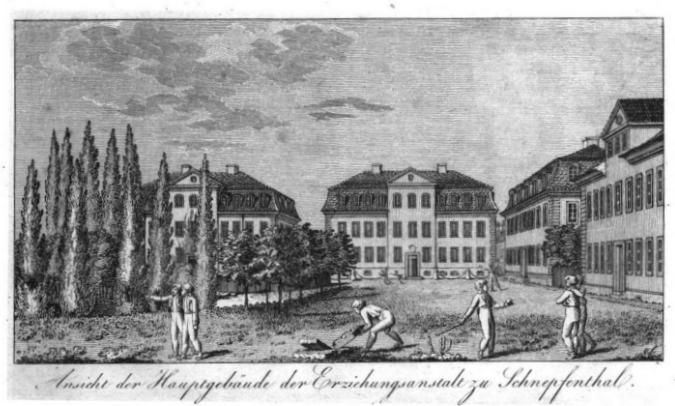
Schulgebäude 1831

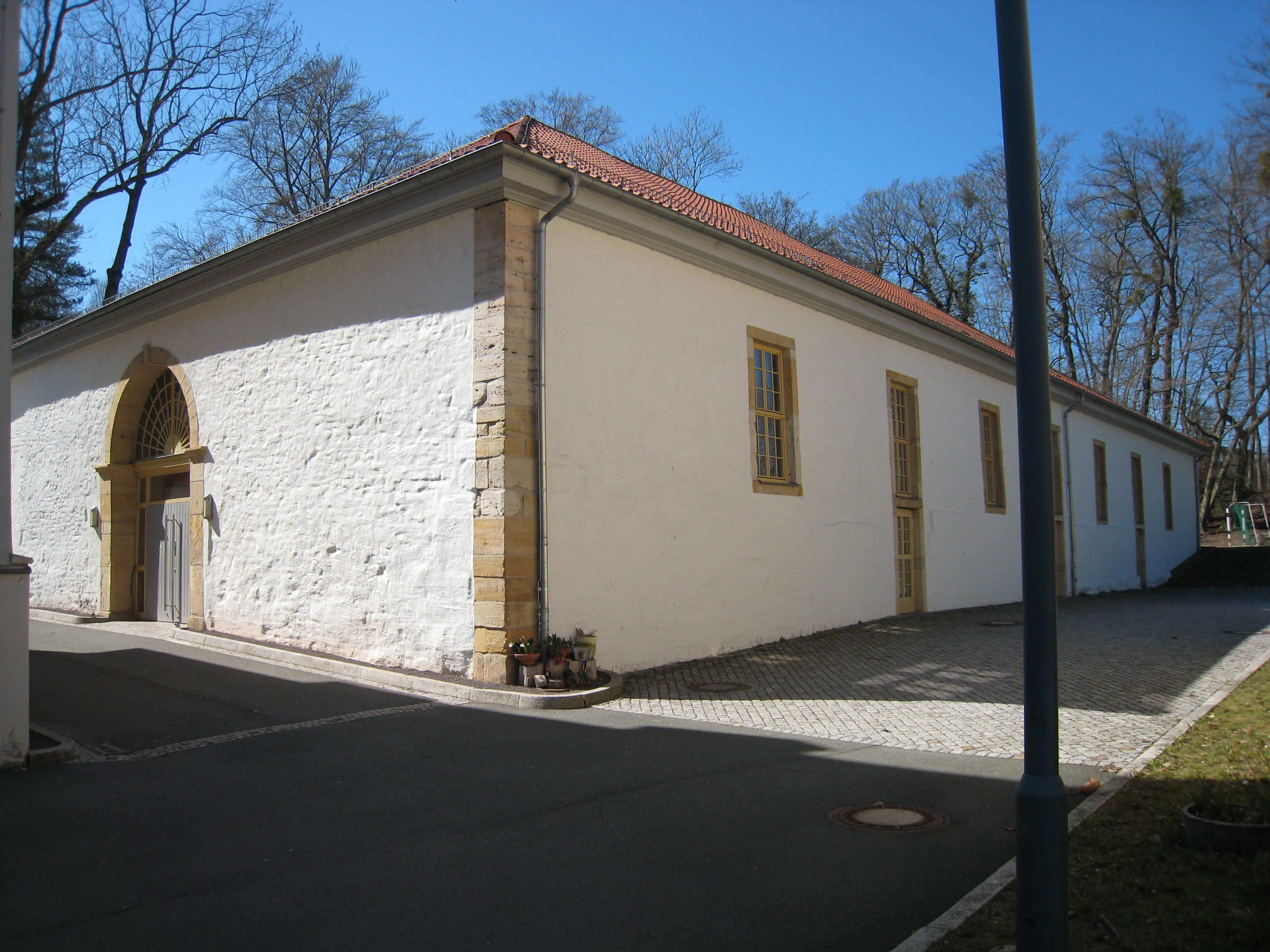
Ehem. Reithalle, heute Mensa

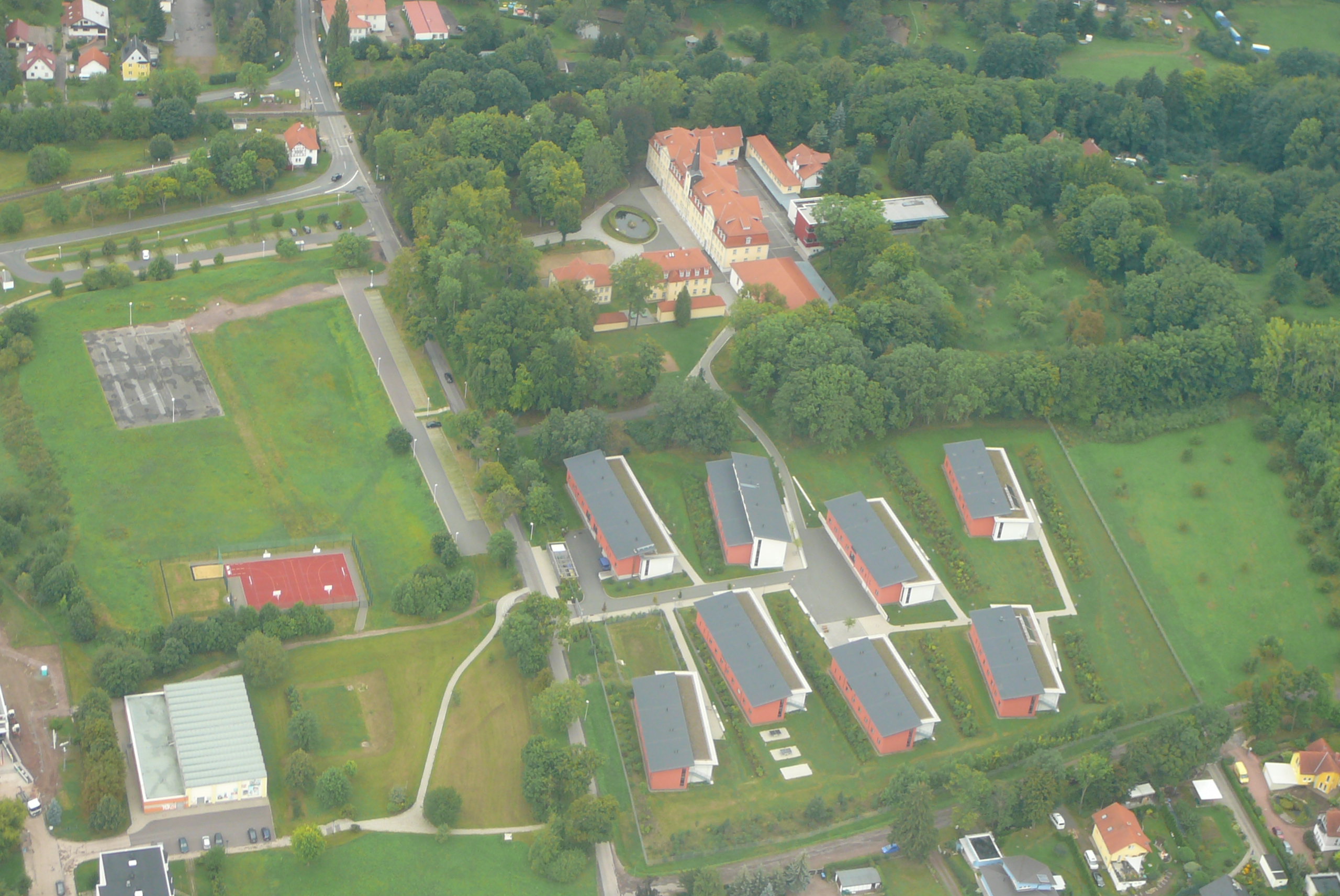
Luftbild der Schule und der Internatsgebäude

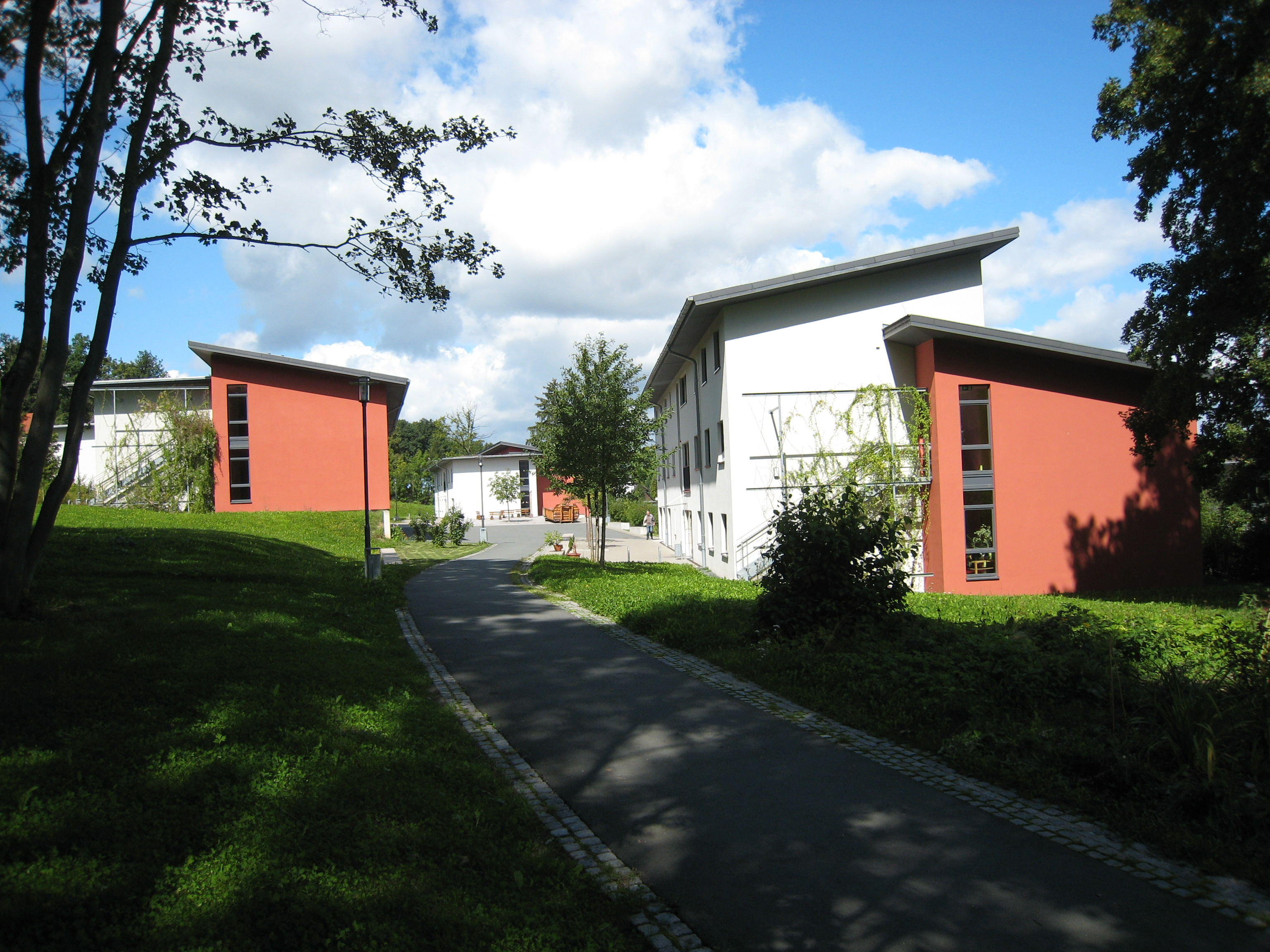
Internatsgebäude

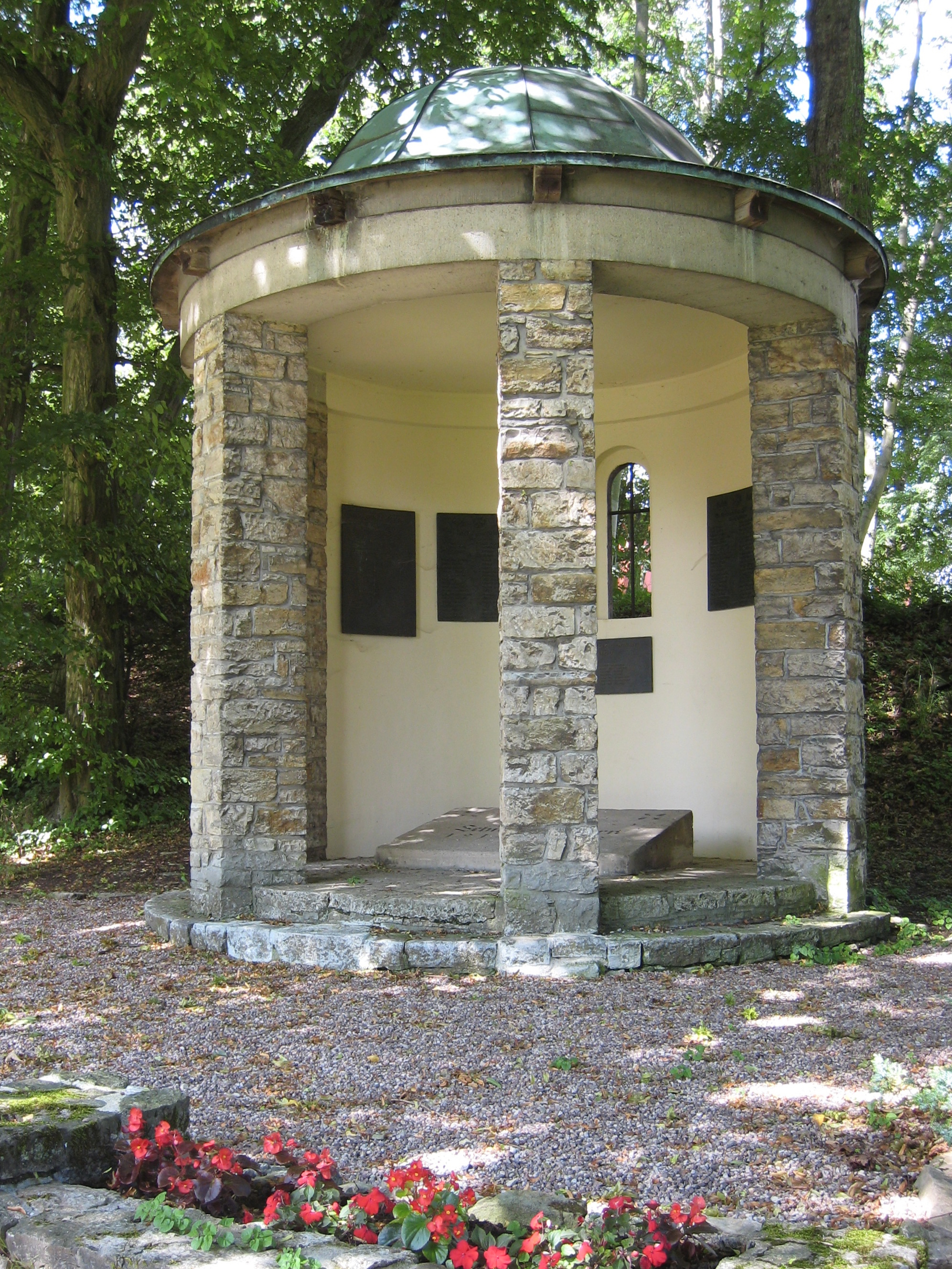
Denkmal für die im 1. Weltkrieg gefallenen Schulangehörigen

Die Salzmannschule ist ein staatliches Spezialgymnasium für Sprachen und liegt in Schnepfenthal, einem Stadtteil von Waltershausen (Thüringen).

## Geschichte

### Ursprünge
Am 4. März 1784 kam Christian Gotthilf Salzmann nach Schnepfenthal. Er erwarb mit Unterstützung von Herzog Ernst II. von Sachsen-Gotha und Altenburg das Rittergut mit den dazugehörigen Ländereien und der Hardt und gründete am 8. März desselben Jahres eine Erziehungsanstalt nach den Grundsätzen des Philanthropismus im ehemaligen Gutshaus. Salzmann schrieb dazu:

„Wenn ich die Freyheit gehabt hätte, ganz Deutschland zu durchreisen und mir den Platz zu wählen, der mir am besten gefiele, so zweifle ich, ob ich einen schicklicheren, als Schnepfenthal hätte finden können. … Die Gegend ist so schön, dass sie gewiss mit vielen Schweizerischen wetteifern kann, Berg und Thal, Wald und Wiesen und Teiche sind da in der mannichfaltigsten Abwechslung. Ich kann in derselben nie wandeln ohne zur Fröhlichkeit und Thätigkeit gestimmt zurück zu kommen und schwerlich wird ein fremder sie besuchen, ohne durch sie bezaubert zu seyn.“

Die Schule trug zunächst den Namen „Philanthropin Schnepfenthal“. Die Schüler kamen aus allen Teilen Deutschlands. Neben den üblichen Fächern gab es Sportunterricht und praktische Arbeit. Die Sportgeräte sind zum Teil noch zu sehen und werden alljährlich zu feierlichen Anlässen von den „Traditionsturnern“ benutzt. In der Nähe des Schnepfenthaler Sportplatzes befindet sich im Wald der von Salzmann angelegte und von GutsMuths mitgestaltete historische Turnplatz, auf dem Mitglieder der Schularbeitsgemeinschaft „Traditionsturnen“ trainieren und zu besonderen Anlässen auch Auftritte in der historischen Tracht (weiße Hose, rotes Trikot) absolvieren.

### Schulneubau
Im selben Jahr beauftragte Salzmann den Gothaer Baumeister Carl Christoph Besser mit dem Bau eines Hauses auf dem nahegelegenen Geizenberg. Bereits am 18. Juni 1784 wurde der Grundstein gelegt. Das Schulhaus, heute der links vom Turm befindliche als „Haus 1“ bezeichnete Gebäudeteil, umfasste einen Betsaal mit Orgelempore, Lehrstuben, Wirtschaftsräumen, Schläfsäle und einen Speisesaal.
Im Jahr 1785 gelangte Gutsmuths an das Philanthropin Schnepfenthal.
Am 29. Juni 1791 erfolgte die Grundsteinlegung für den zweiten Teil des Schulgebäudes, heute „Haus 2“. Für den Bau musste erst Berg abgetragen werden, aus dessen Erdmassen der Schanzplatz vor dem ersten Haus entstand. Die entsprechenden Arbeiten führten die Schüler in der Früh vor dem Unterricht durch. Auf dem neu gebildeten Platz wurde 1789 die noch heute existierende Linde gepflanzt. Das Gebäude beheimatete u. a. das Naturalienkabinett.
Die Häuser 3 und 4, heute Schulleitung und Schulmuseum, wurden 1795 durch den Buchdrucker Müller gebaut. Im vierten Gebäude befand sich die schuleigene Druckerei. Der Bau der Reithalle erfolgte von 1793 bis 1804, welche heute als Mensa und für Schulversammlungen genutzt wird.
Nach dem Tod Salzmanns übernimmt 1811 dessen Sohn Carl die Leitung der Schule. Er lässt 1842 den Bau des Verbindungsturms zwischen Haus 1 und 2 errichten. Durch das Erdgeschoss führte damals eine große Tordurchfahrt zum dahinter befindlichen Wirtschaftshof der Schule samt Stallgebäuden.

### 20. Jahrhundert
Das 150-jährige Gründungsjubiläum wurde 1934 mit einem Schulfest begangen. 1945 erfolgte die Schließung der Schule zur Einquartierung von Flüchtlingen. 1946 wurde sie als Landesinternatsschule wiedereröffnet. Fortan erhielten erstmals Mädchen Zugang zur Bildungseinrichtung.
Im Rahmen der Eingliederung in das Schulsystem der DDR wurde die Schule 1956 in eine Erweiterte Oberschule umgewandelt.
1962 bis 1966 diente die Salzmannschule zur Facharbeiterausbildung mit Abitur. 1984 wurde das 200-jährigen Gründungsjubiläum gefeiert.
Nach der Wende erfolgte 1991 die Umwandlung in ein Gymnasium und drei Jahre später die Einführung des bilingualen Unterrichtes.

### 21. Jahrhundert
Seit 2001 wird die Schule, aus Anlass des Jubiläums des „Europäischen Tages der Sprachen“, die bereits in der DDR und während der Wende eine Erweiterte Oberschule mit erweitertem fremdsprachlichen Unterricht (Englisch, Französisch, Russisch, Italienisch) mit angegliedertem Internat war, als Spezialgymnasium für Sprachen (mit Internat) geführt. Seit 14. Oktober 2006 bietet die Salzmannschule in Kooperation mit der TU Ilmenau ein Frühstudium an.
Nach Jahren der externen Unterbringung der Schüler in Internatsgebäuden im nahegelegenen Reinhardsbrunn erfolgte am 25. August 2008 die Grundsteinlegung für die Internatsneubauten auf dem Schulcampus. Fortan sind die acht Klassenstufen jeweils in einem eigenen Internatshaus in unmittelbarer Nähe zum Schulareal untergebracht. Dies trägt insbesondere dem Bestreben Rechnung, durch das Ganztagesangebot eine Einheit von Erziehung und Bildung zu verwirklichen.
Bekannte Schüler waren Johann Matthäus Bechstein, Carl Ritter, Carl André und Franz von Schober. Bekanntester Lehrer war wohl Johann Christoph Friedrich GutsMuths, welcher sich insbesondere um die Entwicklung des Sport-, aber auch des Geographieunterrichts verdient gemacht hat. Auf dem nahe gelegenen Waldfriedhof sind die Grabstätten der Gründer und vieler Lehrer zu sehen. Es existiert einen Freundeskreis Salzmannschule e. V., der die Traditionen der Schule pflegt. Im Februar 2015 wurde ein Schulförderverein gegründet.

## Spezialgymnasium für Sprachen
Es werden viele Fremdsprachen angeboten, ab der 5. Klasse Englisch, ab der 6. Klasse eine außereuropäische Sprache (wahlobligatorisch Chinesisch, Japanisch oder Arabisch), ab der 8. Klasse Französisch, Spanisch, Italienisch oder Russisch und ab der 9. Klasse wieder Französisch, Spanisch, Italienisch oder Russisch. Für die meisten dieser Sprachen stehen muttersprachliche Lehrer zur Verfügung. Des Weiteren werden Sprachreisen in die jeweiligen Länder angeboten. Weiterhin kann ab der 6. Klasse (5. Klasse obligatorisch) Latein als Wahl-/Ergänzungsfach gewählt werden.
Als Ganztagsschule besteht neben dem regulären Unterricht ein breites Angebot an Arbeitsgemeinschaften.

## Bekannte Salzmanier und Lehrer der Erziehungsanstalt

### Lehrer
- Christian Gotthilf Salzmann (1744–1811), deutscher evangelischer Pfarrer und Pädagoge
- Johann Kaspar Steube (1747–1795), 1792 „Sprachmeister“ an der Erziehungsanstalt
- Johann Christoph Friedrich GutsMuths (1759–1839), Pädagoge und Mitbegründer des Turnens
- Christian Ludwig Lenz (1760–1833), Klassischer Philologe, Lehrer der alten Sprachen
- Christian Karl André, (1763–1831), deutscher Pädagoge, Landwirt, Journalist, Komponist und Volksaufklärer, Lehrer 1785–1790
- Johann Christoph Matthias Reinecke (1770–1818), deutscher Universalgelehrter, Kartograph und Paläontologe, Zeichen- und Schreiblehrer
- Jakob Glatz (1776–1831), evangelisch-lutherischer Prediger, Erzieher und Schriftsteller
- August Blumröder (1776–1860), Lehrer und Abgeordneter der Frankfurter Nationalversammlung
- Christian Friedrich Steffani (1780–1846), deutscher lutherischer Geistlicher, Theologe und Lehrer
- August Köhler (1821–1879), Gothaer Kindergartenpädagoge, Nachfolger Friedrich Wilhelm August Fröbels
- Rudolf Penzig (1855–1931), deutscher Schriftsteller, Kommunalpolitiker und Reformpädagoge

### Alumni

#### 18. Jahrhundert
- Charles Chrétien Henry Marc (1771–1840), französischer Arzt, prägte die Begriffe Pyromanie und Kleptomanie
- Carl Friedrich Christian Buddeus (1775–1864), deutscher Maler, Zeichner und Kupferstecher
- Carl von Beaulieu-Marconnay (1777–1855), königlich hannoverscher Generalleutnant und Forstmann
- Carl Ritter (1779–1859), neben Alexander von Humboldt Begründer der wissenschaftlichen Geographie
- Karl Ausfeld (1782–1851), deutscher Kupferstecher, später Zeichenlehrer an der Erziehungsanstalt Schnepfenthal
- Friedrich Philipp Wilhelm von Malapert-Neufville (1783–1852), Jurist und Politiker, Älterer Bürgermeister der Freien Stadt Frankfurt
- Christian Gottlieb Kratzenstein Stub (1783–1816), dänischer Maler
- Carl Wilhelm Georg zu Inn- und Knyphausen (1784–1860), Kammerherr, Kommunalpolitiker, Schatzrat und Gesandter des Königreichs Hannover
- Karl von Hessen-Philippsthal-Barchfeld (1784–1854), Landgraf
- Wilhelm von Hessen-Philippsthal-Barchfeld (1786–1834), Chef des königlich-dänischen Nordischen Leibregiments zu Pferde
- Wilhelm Ernst von Beaulieu-Marconnay (1786–1859), Oldenburgischer Staatsminister
- Adolph von Malapert-Neufville (1787–1862), Regierungsdirektor und nassauischer Landtagsabgeordneter
- Franz Friedrich von Kinski und Tettau (1789–1845), preußischer Generalleutnant und Kommandant der Festung Jülich
- Ernst von Hessen-Philippsthal-Barchfeld (1789–1850), russischer General der Kavallerie
- Johann Joachim Friedrich Torkuhl (1790–1870), Bürgermeister der Hansestadt Lübeck
- Franz von Schober (1796–1882), österreichischer Dichter, Librettist und Lithograf, Schauspieler und Legationsrat in Weimar
- Johann Gustav Heckscher (1797–1865), erster Reichsjustizminister der deutschen Reichsregierung 1848–1849
- Christian Paulsen (1798–1854), dänischer Jurist, Buchautor und Politiker
- Harald Othmar Lenz (1798–1870), Naturhistoriker
- Gottlieb von Tucher (1798–1877), Jurist, Kreisrat, Hymnologe und Musikwissenschaftler
- Wilhelm von Sobeck (1799–1875), Gutsbesitzer, Politiker und Abgeordneter im Preußischen Herrenhaus

#### 19. Jahrhundert
- Johann Georg Wilhelm Schachtrupp (1801–1864), deutscher Bleiweißfabrikant.
- Otto von Münchhausen (1802–1869), Landrat des Kreises Eckartsberga
- Friedrich Carl von Werthern (1804–1864), Leitender Landesminister des Herzogtums Sachsen-Meiningen
- Carl von Helldorff (1804–1860), preußischer Kammerherr und Politiker
- Friedrich Wilhelm Möller (1805–1878), deutscher Unternehmer und Abgeordneter
- Karl von Byla (1806–1852), Landrat Landkreis Nordhausen
- Robert Motherby (1808–1861), Arzt, Gutsbesitzer und Parlamentarier
- Alfred Otto Rabe von Pappenheim (1808–1851), kurhessischer Offizier und Mitglied der kurhessischen Ständeversammlung
- Traugott Märcker (1811–1864), Historiker, Archivar und Enkel des Schuldgründers Salzmann
- Ernst von der Schulenburg (1812–1843), Landrat Kreis Querfurt
- Carl Woermann (1813–1880), Privat-Reeder, größter deutscher Westafrikakaufmann und Mitgründer der heutigen Commerzbank
- Carl Ausfeld (1814–1900), Richter und Mitglied des Reichstags
- Julius Kisker (1818–1882), Kaufmann und Mitglied des Deutschen Reichstags
- Adolf von Blumröder (1819–1894), preußischer Generalleutnant und Kommandant des Berliner Invalidenhauses
- Julius von Eichel-Streiber (1820–1905), Rittergutsbesitzer, Textilfabrikant und Mäzen
- Karl Friedrich von Berlepsch (1821–1893), Erbkämmerer von Hessen und Mitglied des preußischen Herrenhauses
- Karl von Schlitz genannt von Görtz (1822–1885), Generalmajor und Präsident der ersten Kammer der Landstände des Großherzogtums Hessen
- Wilhelm Girtanner (1823–1851), deutscher Jurist
- Wilhelm Karl Theodor August von Humboldt-Dachröden (1823–1867), Sohn von Wilhelm von Humboldt (1767–1835)
- Ludwig Alfons August von Thompson (1823–1904), Generalmajor und zuletzt Kommandeur der 38. Infanteriebrigade
- Otto von Scholley (1823–1907), österreichischer Feldmarschallleutnant
- Carl Emil Doepler (1824–1905), Maler, Buchillustrator und Kostümbildner
- Paul Bernhard Limburger (1826–1891), Kaufmann und Konsul
- Jacques Ambrosius von Planta (1826–1901), Schweizer Baumwollhändler und Mäzen
- Edo Friedrich Peterssen (1827–1900), Gutsbesitzer, Branntweinbrenner und Mitglied des Deutschen Reichstags
- Adolf von Grote (1830–1898), deutscher Politiker, hannoverscher Gesandter und Reichstagsmitglied
- Ludwig zu Sayn-Wittgenstein-Hohenstein (1831–1912), deutscher Standesherr und Mitglied des Preußischen Herrenhauses
- Ferdinand von Harrach (1832–1915), deutscher Landschafts-, Historien- und Porträtmaler
- Ernst Adolph Mueller (1832–1913), Jurist und Mitglied des Deutschen Reichstags
- Carl Heinrich Degenkolb (1832–1909), Rechtswissenschaftler
- Nikolaus Herzog von Württemberg (1833–1903), kaiserlich österreichischer General der Infanterie
- Friedrich zu Limburg-Stirum (1835–1912), deutscher Diplomat, Politiker und Staatssekretär im Auswärtigen Amt des Deutschen Kaiserreichs
- Ernst Hoeltzer (1835–1911), deutscher Telegraphist und Fotograf
- Rudolf Karl von Finck (1837–1901), sächsischer Kammerherr und Politiker
- Heinrich Thorbecke (1837–1890), Professor der Arabistik
- Albrecht Steiner von Felsburg (1838–1905), österreichischer Nazarenermaler, Restaurator und Architekt
- Leo Becker (1840–1886), Rittergutsbesitzer, Landrat und Mitglied des Deutschen Reichstags
- Moritz von Hohenthal (1840–1927), deutscher Rittergutsbesitzer und Mitglied des Preußischen Herrenhauses
- Carl Geibel (1842–1910), deutscher Buchhändler und Verleger
- Helmuth von Hardenberg (1842–1915), preußischer Generalmajor und Kommandeur der 14. Kavallerie-Brigade
- Ernst Otto Clauß (1843–1889), Unternehmer und Politiker
- Karl von Rabe (1843–1921), deutscher Oberst und Abgeordneter
- Karl Weichardt (1846–1906), deutscher Architekt und Architekturmaler
- Hermann von Hatzfeldt (1848–1933), preußischer Politiker, Generalmajor und Oberpräsident der Provinz Schlesien
- Eduard Ausfeld (1850–1906), Archivar und Historiker, Bruder von Luise Gerbing
- Werner Graf von der Schulenburg-Heßler (1852–1930), Erbkämmerer in der Landgrafschaft Thüringen, Agrarier und Politiker
- Fritz Regel (1853–1915), deutscher Geograph
- Herbert Beerbohm Tree (1853–1917), englischer Theaterleiter sowie Bühnen- und Filmschauspieler
- Albano von Jacobi (1854–1919), preußischer General der Infanterie, Militärattaché und Generaladjutant von Kaiser Wilhelm II.
- Hermann Prell (1854–1922), Bildhauer, Maler sowie Professor an der Akademie der Bildenden Künste in Dresden
- Otto Liman von Sanders (1855–1929), preußischer General der Kavallerie und osmanischer Marschall
- Luise Gerbing (1855–1927), Heimatforscherin, Publizistin und Enkelin von Christian Gotthilf Salzmann
- Adolf Ausfeld (1855–1904), Klassischer Philologe
- Karl August Hellwig (1855–1914), Jurist, Offizier in der preußischen Armee und völkisch-antisemitischer Politiker
- Albert Brockhaus (1855–1921), deutscher Verleger, Leiter des Verlags F. A. Brockhaus und Politiker
- Clemens von Pausinger (1855–1936), österreichischer Maler
- Ludwig Tesdorpf (1856–1905), Feinmechaniker und Unternehmer
- Ludwig Stahl (1856–1908), österreichischer Theaterschauspieler, -regisseur und -leiter
- Fritz Strobentz (1856–1929), ungarischer Maler
- Alexander I. (Bulgarien) (1857–1893), geboren als Prinz Alexander Josef von Battenberg, war von 1879 bis 1886 gewählter Knjaz (Fürst) von Bulgarien
- Alfred von Planta (1857–1922), Schweizer Jurist, Diplomat, Industrieller und Politiker
- Walter Prell (1857–1935), deutscher Landschafts- und Genremaler der Düsseldorfer Schule
- Paul Hermann Tesdorpf (1858–1936), deutscher Psychiater und Schriftsteller
- Heinrich Moritz von Battenberg (1858–1896), Ehemann von Prinzessin Beatrice von Großbritannien und Irland (1857–1944), Schwiegersohn Queen Victorias
- Heinrich Brockhaus (1858–1941), deutscher Kunsthistoriker und Professor
- Hugo Henneberg (1863–1918), österreichischer Naturwissenschaftler, Grafiker und Kunstfotograf der piktorialistischen Strömung
- Gustav Adolf von Götzen (1866–1910), Gouverneur von Deutsch-Ostafrika
- Arthur Prüfer (1868–1944), deutscher Musikwissenschaftler
- Adrian Gaertner (1876–1945), deutscher Geologe, Mineraloge, Physiker und Bergbauunternehmer, Aufsichtsrat des Breslauer Elektrizitätswerks Schlesien AG sowie Gegner des Nationalsozialismus
- Edward Harrison Compton (1881–1960), Landschaftsmaler
- Johannes von Reibnitz (1882–1939), (NSDAP) und Agrarfunktionär
- Gotthard Sachsenberg (1891–1961), Offizier, Unternehmer und Politiker (Wirtschaftspartei)
- Hans Domizlaff (1892–1971), deutscher Graphiker, Werbepsychologe und Schriftsteller, Direktionsmitglied der Reemtsma
- Friedrich Forster (1895–1958), deutscher Schriftsteller, Drehbuchautor, Schauspieler und Dramaturg

#### 20. Jahrhundert
- Harald G. Petersson (1904–1977), deutsch-schwedischer Drehbuchautor
- Rudolf Otto Wiemer (1905–1998), Pädagoge
- Horst von Einsiedel (1907–1947), Jurist, Ökonom, Widerstandskämpfer gegen den Nationalsozialismus und Mitglied des Kreisauer Kreises
- Robert-Georg von Malapert-Neufville (1912–1942), Hauptmann der Luftwaffe, erster Träger des Deutschen Kreuzes in Gold und Träger des Ritterkreuzes mit Eichenlaub
- Friedrich Josias Prinz von Sachsen-Coburg und Gotha (1918–1998), legte in Schnepfenthal das Abitur ab
- Horst-Heinz Henning (1920–1998), deutscher Schlagerkomponist, Texter und Produzent
- Franz Thorbecke (1922–2011), deutscher Luftbildfotograf
- Reiner Dennewitz (* 1937), Komponist
- Hartmut Backe (* 1941), Experimentalphysiker, Professor am Institut für Kernphysik der Johannes-Gutenberg-Universität Mainz
- Kathrin Schmidt (* 1958), Schriftstellerin
- Dietrich Schröder (* 1961), Journalist
- Sylvia Leifheit (* 1975), Schauspielerin, Unternehmerin und Autorin
- Kai Schumann (* 1976), Schauspieler

#### 21. Jahrhundert
- Vanessa Göcking (* 1993), Autorin